# Socialisme amb característiques xineses
Socialisme amb característiques xineses (xinès: 中国特色社会主义, pinyin Zhōngguó tèsè shèhuìzhǔyì; AFI  [ʈʂʊ́ŋ.kwǒ tʰɤ̂.sɤ̂ ʂɤ̂.xwêɪ.ʈʂù.î] (?·pàg.)) és un conjunt de teories polítiques i polítiques del Partit Comunista Xinès (PCX) que els seus defensors consideren que representen el marxisme adaptat a les circumstàncies xineses.
El terme introduït va ser establert per primera vegada per Deng Xiaoping el 1982 i es va associar en gran manera amb el programa global de Deng d'adoptar elements de l'economia de mercat com a mitjà per fomentar el creixement mitjançant la inversió estrangera directa i augmentar la productivitat (especialment al camp on vivia el 80% de la població xinesa) mentre el PCX mantenia el seu compromís formal d'aconseguir el comunisme i el seu monopoli del poder polític.En la narrativa oficial del partit, el socialisme amb característiques xineses és marxisme adaptat a les condicions xineses i producte del socialisme científic. La teoria estipulava que la Xina es trobava en l'etapa primària del socialisme a causa del seu nivell relativament baix de riquesa material i necessitava participar en el creixement econòmic abans de perseguir una forma més igualtat de socialisme, que al seu torn portaria a una societat comunista descrita en l'ortodòxia marxista.
El socialisme amb característiques xineses consisteix en un camí, una teoria, un sistema i una cultura. El camí perfila les polítiques que guien el PCX. La teoria consta de la teoria de Deng Xiaoping, tres representacions (Jiang Zemin), perspectiva científica del desenvolupament (Hu Jintao) i el el pensament de Xi Jinping sobre el socialisme amb característiques xineses per a una nova era. Segons la doctrina del PCX, es considera que el pensament de Xi Jinping representa les polítiques marxistes-leninistes adequades a la condició actual de la Xina, mentre que la teoria de Deng Xiaoping es considera rellevant per al període en què es va formular. El sistema descriu el sistema polític de la Xina.

## Desenvolupament
El terme va ser utilitzat per primera vegada pel líder xinès Deng Xiaoping l'1 de setembre de 1982 en el discurs d'obertura del 12è Congrés Nacional del Partit Comunista Xinès.Deng va dir: "hem d'integrar la veritat universal del marxisme amb les realitats concretes de la Xina i obrir un camí propi i construir un socialisme amb característiques xineses".

## Contingut
Oficialment, el lideratge del Partit Comunista Xinès (PCX) és "la característica més essencial del socialisme amb característiques xineses".Segons la interpretació de la connotació del socialisme amb característiques xineses al 18è Congrés Nacional del Partit Comunista de la Xina, aquest consisteix en un "camí", una "teoria", un "sistema" i una "cultura":
- El camí del socialisme amb característiques xineses (xinès: 中国特色社会主义道路, pinyin Zhōngguó tèsè shèhuì zhǔyì dàolù) estableix que, sota el lideratge del PCX, la Xina ha de basar-se en les condicions nacionals bàsiques, centrar-se en el desenvolupament econòmic, adherir-se als Quatre Principis Cardinals i a la Reforma i Obertura, alliberar i desenvolupar les forces productives socials, construir una "economia de mercat socialista, una política socialista democràtica, una cultura socialista avançada, una societat harmònica socialista i una civilització ecològica socialista", promoure el desenvolupament de les persones, aconseguir gradualment la prosperitat comuna, construir un "país socialista modern pròsper, democràtic, civilitzat, harmoniós i bell" i aconseguir el "gran rejoveniment de la nació xinesa".[6]
- El sistema teòric del socialisme amb característiques xineses (xinès: 中国特色社会主义理论体系, pinyin Zhōngguó tèsè shèhuì zhǔyì lǐlùn tǐxì) és el "sistema teòric científic", format per la teoria de Deng Xiaoping, les tres representacions , la perspectiva científica del desenvolupament i el pensament de Xi Jinping. Es descriu oficialment com l'herència i desenvolupament del marxisme-leninisme i del pensament de Mao Zedong. Es descriu oficialment com l'"últim assoliment de la sinicització del marxisme, el marxisme xinès contemporani, el marxisme del segle XXI i l'essència contemporània de la cultura i l'esperit xinès".[6][7]El sistema teòric del socialisme amb característiques xineses és un sistema teòric obert que es desenvolupa constantment.
- El sistema socialista amb característiques xineses (xinès: 中国特色社会主义制度, pinyin Zhōngguó tèsè shèhuì zhǔyì zhìdù) inclou el sistema de congressos populars, el sistema de cooperació i consulta política multipartidista sota el lideratge del PCX, el sistema d'autonomia ètnica regional i el sistema d'autonomia de masses de base. També inclou el sistema jurídic socialista amb característiques xineses, el sistema econòmic de mercat socialista i diversos altres sistemes en l'economia, la política, la cultura i la societat.[6] Segons el secretari general del PCX, Xi Jinping, el lideratge del PCX és "la força més gran del sistema de socialisme amb característiques xineses".[4]
- La cultura socialista amb característiques xineses (xinès: 中国特色社会主义文化 Zhōngguó tèsè shèhuì zhǔyì wénhuà), segons el 19è Congrés Nacional del Partit Comunista de la Xina, prové de l'excel·lent cultura tradicional xinesa alimentada pels cinc mil anys d'història de la civilització de la nació xinesa, es fusiona amb la cultura revolucionària i la cultura socialista avançada creades pel Partit i el poble en el procés de liderar la revolució, la construcció i la reforma".[8]El seu objectiu oficial és “cultivar ciutadans amb ideals, moralitat, cultura i disciplina, i desenvolupar una cultura socialista nacional, científica i popular orientada cap a la modernització, el món i el futur”.[6]

## Etapa primària del socialisme

### Durant l'època de Mao
El concepte d'una etapa primària del socialisme es va concebre abans que la República Popular de la Xina introduís les reformes econòmiques. A principis dels anys 50, els economistes Yu Guangyuan, Xue Muqiao i Sun Yefang van plantejar la qüestió de la transformació socialista en què l'economia de la Xina de baixa força productiva es trobava en un període de transició,  una posició que Mao Zedong, President del Partit Comunista de la Xina, va avalar breument fins al 1957. Quan es parlava de la necessitat de les relacions amb productes bàsics a la 1a Conferència de Zhengzhou (2-10 de novembre de 1958), per exemple, Mao va dir que la Xina es trobava en "l'etapa inicial del socialisme". No obstant això, Mao mai no va aprofundir en la idea i els seus successors es van quedar sols en això.

### Després de la mort de Mao Zedong
Alguns han anomenat el nostre camí "capitalisme social", altres "capitalisme d'estat", i altres "capitalisme tecnocràtic". Tot això és completament erroni. Responem que el socialisme amb característiques xineses és socialisme, amb la qual cosa volem dir que, malgrat la reforma, ens adherim al camí socialista: el nostre camí, la nostra teoria, el nostre sistema i els objectius que vam plantejar al 18è Congrés Nacional.... El socialisme amb característiques xineses és la unitat dialèctica de la lògica teòrica del socialisme científic i la lògica històrica del desenvolupament social de la Xina. És un socialisme científic arrelat a la realitat xinesa, que reflecteix la voluntat del poble xinès i s'adapta a les necessitats de la Xina i a les seves circumstàncies.
El 5 de maig de 1978, l'article "Implementar el principi socialista de distribució segons el treball" (xinès: 贯彻执行按劳分配的社会主义原则, pinyin Guànchè zhíxíng ān láo fēnpèi de shèhuì zhǔyì yuánzé) elaborava la idea que la Xina encara es trobava en la primera etapa d'arribar a una societat comunista i que no s'havia convertit en una societat realment socialista. L'article va ser escrit per membres de l'Oficina d'Investigació Política del Consell d'Estat dirigida per l'economista Yu Guangyuan per ordre de Deng Xiaoping per "criticar i repudiar" les creences de l'esquerra comunista. After reading it, Deng himself authored a brief memo saying that it was "well-written, and shows that the nature of distribution by labor is not capitalist, but socialist […] [and] to implement this principle, many things are to be done, and many institutions to be revived. In all, this is to give incentives for us to do better". El terme va reaparèixer al 6è ple de l'11è Comitè Central el 27 de juny de 1981 en el document "Resolució sobre certes qüestions de la història del nostre Partit des de la fundació de la RPX". Hu Yaobang, Secretari General del PCX, va utilitzar el terme en el seu informe al 12è Congrés Nacional l'1 de setembre de 1982. Civilization" al 6è ple del 12è Comitè Central que el terme va ser utilitzat en la defensa de les reformes econòmiques que s'estaven introduint.
Al 13è Congrés Nacional, el secretari general en funcions Zhao Ziyang en nom del 12è Comitè Central va lliurar l'informe "Avançar pel camí del socialisme amb característiques xineses". HVa escriure que la Xina era una societat socialista, però que el socialisme a la Xina es trobava en la seva etapa principal, una peculiaritat xinesa que es devia a l'estat poc desenvolupat de les forces productives del país. Durant aquesta fase de desenvolupament, Zhao va recomanar la introducció d'una economia de mercaderies planificada sobre la base de la propietat pública. El principal fracàs de la dreta comunista segons Zhao va ser que no van reconèixer que la Xina podia arribar al socialisme evitant el capitalisme. El principal fracàs de l'esquerra comunista va ser que van mantenir la "posició utòpica" que la Xina podria saltar l'etapa primària del socialisme en què les forces productives s'han de modernitzar.
On 5 October 1987, Yu Guangyuan, a major author of the concept, published an article entitled "Economy in the Initial Stage of Socialism" and speculated that this historical stage will last for two decades and perhaps much longer. This represents, says Ian Wilson, "a severe blight on the expectations raised during the early 70s, when the old eight-grade wage scale was being compressed to only three levels and a more even distributive system was assumed to be an important national goal". On 25 October, Zhao further expounded on the concept of the primary stage of socialism and said that the party line was to follow "One Center, Two Basic Points"—the central focus of the Chinese state was economic development, but that this should occur simultaneously through centralized political control (i.e. the Four Cardinal Principles) and upholding the policy of reform and opening up.
General Secretary Jiang Zemin further elaborated on the concept ten years later, first during a speech to the CCP Central Party School on 29 May 1997 and again in his report to the 15th National Congress on 12 September. According to Jiang, the 3rd plenum of the 11th Central Committee correctly analyzed and formulated a scientifically correct program for the problems facing China and socialism. In Jiang's words, the primary stage of socialism was an "undeveloped stage". The fundamental task of socialism is to develop the productive forces, therefore the main aim during the primary stage should be the further development of the national productive forces. The primary contradiction in Chinese society during the primary stage of socialism is "the growing material and cultural needs of the people and the backwardness of production". This contradiction will remain until China has completed the process of primary stage of socialism—and because of it—economic development should remain the party's main focus during this stage.
Jiang elaborated on three points to develop the primary stage of socialism. The first—to develop a socialist economy with Chinese characteristics—meant developing the economy by emancipating and modernizing the forces of production while developing a market economy. The second—building socialist politics with Chinese characteristics—meant "managing state affairs according to the law", developing socialist democracy under the party and making the "people the masters of the country". The third point—building socialist culture with Chinese characteristics—meant turning Marxism into the guide to train the people so as to give them "high ideals, moral integrity, a good education, and a strong sense of discipline, and developing a national scientific, and popular socialist culture geared to the needs of modernization, of the world, and of the future".
When asked how long the primary stage of socialism would last, Zhao replied "[i]t will be at least 100 years […] [before] socialist modernization will have been in the main accomplished". The state constitution states that "China will be in the primary stage of socialism for a long time to come". As with Zhao, Jiang believed that it would take at least 100 years to reach a more advanced stage.

### Citacions
1. ↑  Xiaoping, Deng «Building Socialism with a Specifically Chinese Character». , 01-10-1984.
2. ↑  «Deng Xiaoping: Let part of people get rich first». Shanghai Fengqi. Arxivat de l'original el 29 July 2021. [Consulta: 17 juliol 2020].
3. ↑  Gang, Qian «“中国特色社会主义”是个筐». The New York Times, 28-09-2012.
4. 1 2 3  «Socialism with Chinese Characteristics» (en anglès). The Center for Strategic Translation. [Consulta: 12 febrer 2025].
5. ↑  Guiqing, Xiao. «党的领导是中国特色社会主义最本质特征--理论-人民网». cpcnews.cn, 22-06-2016. [Consulta: 12 febrer 2025].
6. 1 2 3 4  «张汉晖大使：什么是中国特色社会主义». Chinese Embassy in Russia, 21-05-2021. [Consulta: 12 febrer 2025].
7. ↑  Laiming, Zhang. «形成中国特色社会主义理论体系». cpcnews.cn, 24-11-2021. [Consulta: 12 febrer 2025].
8. ↑  Xingliang, He. «中华民族现代文明是什么样的文明». People's Daily Forum, 12-08-2023. [Consulta: 12 febrer 2025].
9. 1 2 3  Li, 1995, p. 400.
10. ↑  Jinping, Xi. «Regarding the Construction of Socialism with Chinese Characteristics (2013)». Redsails.org, 11-04-2022. Arxivat de l'original el 11 April 2022.
11. 1 2  He, 2001, p. 385.
12. ↑  He, 2001, p. 385–386.
13. ↑   «坚持按劳分配原则». , 16-09-2003.
14. 1 2 3 4 5 6 7 8 9 10  He, 2001, p. 386.
15. 1 2 3 4  Li, 1995, p. 399.
16. ↑  Schram, 1989, p. 204.
17. ↑  Yu, Guangyuan «Economy in the Initial Stage of Socialism». Zhongguo Shehui Kexue, 3, 05-10-1987.
18. 1 2 3 4  He, 2001, p. 387.
19. ↑  Vogel, 2011, p. 589.
20. ↑  2nd session of the 9th National People's Congress. «Constitution of the People's Republic of China».  Government of the People's Republic of China, 14-03-2004. Arxivat de l'original el 26 July 2013. [Consulta: 14 gener 2013].